# カリギュラ効果
カリギュラ効果（カリギュラこうか）、別名カリギュラ現象（カリギュラげんしょう）とは、他者から行為などを強く禁止されると、かえって欲求が高まる心理現象（心理学における心理的リアクタンスの一種）を指す日本固有の用語。1980年の映画『カリギュラ』に由来する。
「カリギュラ効果」は学術的な用語ではないものの、その関心事の面白みからいくつかの実用書において紹介された事例がある。

## 背景
1980年のイタリア・アメリカ合衆国合作映画『カリギュラ』は、暴君として知られるローマ皇帝・カリグラを題材とした歴史映画で、過激な内容のためアメリカではボストンなどの一部地域で公開禁止になったことから、かえって世間の話題を惹いた。このことが日本で報じられたことにちなんで生まれた語とされる。

## 用例
この効果は、広告宣伝やテレビ番組でも利用されている。例えば、テレビ番組で、「ピー」などの効果音を付けて発言を聞こえなくしたり、モザイク処理をかけて映像の一部を見えなくする、Web広告で「○○が大事」といった言い回しを使うことが挙げられる。こうした心理的効果により、いっそう視聴者の興味をかき立てるなどである。